# Relatório de Competitividade Global

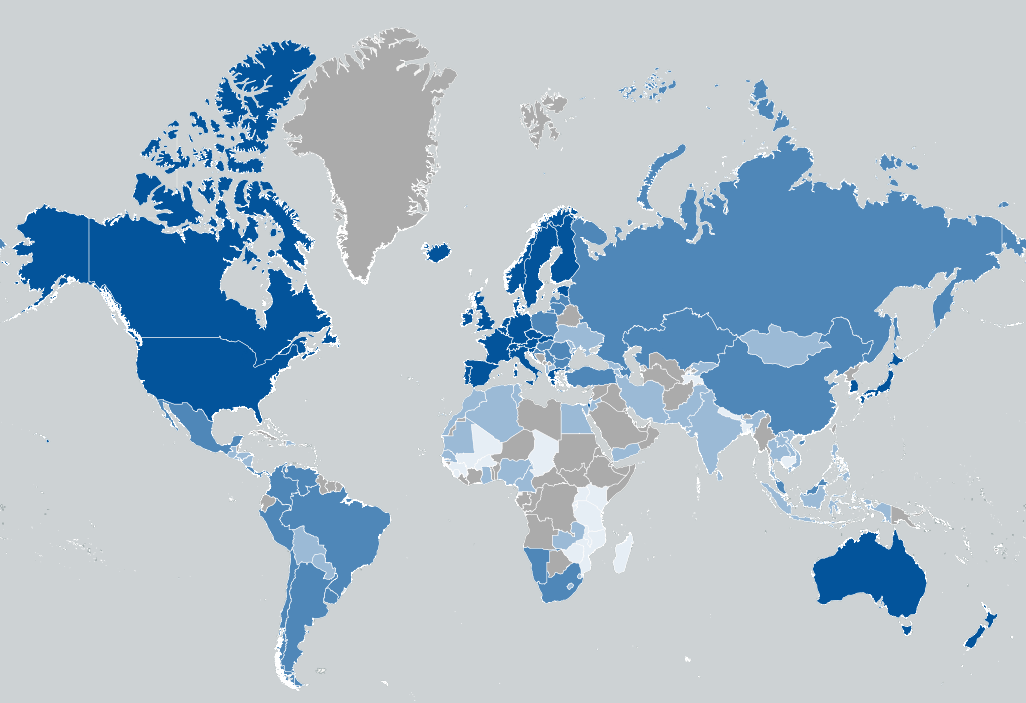
A classificação dos países pelo relatório, os países com mais completividade global estão representados pela cor azul escura.

O Relatório de Competitividade Global (em inglês:  Global Competitiveness Report, GCR) é um índice de classificação de países anual publicado pelo Fórum Económico Mundial. A publicação classifica os países desde 2004 com base no Índice de Competitividade Global (em inglês: Global Competitiveness Index), elaborado por Xavier Sala i Martín e Elsa Artadi i Vila. Anteriormente, as classificações macroeconómicas eram elaboradas com base no Índice de Crescimento e Desenvolvimento (em inglês: Growth Development Index) de Jeffrey Sachs e as classificações microeconómicas eram baseadas no Índice de Competitividade Empresarial (em inglês: Business Competitiveness Index) de Michael Porter. A publicação integra os aspetos macroeconómicos e microempresariais da competitividade num único índice.
O relatório "avalia a capacidade dos países de fornecer aos seus cidadãos altos níveis de prosperidade". Tal depende, por sua vez, da forma como um país usa os recursos disponíveis produtivamente. Portanto, o relatório mede o conjunto de instituições, políticas e fatores que definem os atuais níveis sustentáveis da prosperidade económica e de médio prazo".